# Chiridiella kuniae
Chiridiella kuniae is een eenoogkreeftjessoort uit de familie van de Aetideidae. De wetenschappelijke naam van de soort is voor het eerst geldig gepubliceerd in 1974 door Deevey.